# Aviva Stadium
L'Estadi Aviva (Irlandès: Staid Aviva) és un estadi esportiu ubicat a Dublín, Irlanda, amb una capacitat de 51.700 espectadors (tots asseguts). construït on estava l'estadi Lansdowne Road, enderrocat el 2007.